# 江南 (歌曲)
江南是新加坡歌手林俊杰第2张录音室专辑《第二天堂》的主打歌，由林俊杰作曲，林秋离作词，许环良制作，于2004年6月4日發行。该曲在极具西方色彩的R&B节奏中加入了中国的洞箫与古筝，表达了爱情的忠贞和甜蜜。该曲曲在推出后不仅取得了巨大的商业成功，使林俊杰获得了广泛关注，而且入围第16屆金曲獎「最佳作曲人奖」，成为林俊杰演艺生涯的代表作。

## 创作背景
〈江南〉的创作背景和灵感来源有几个不同的说法，其一，据林俊杰表示，这首歌灵感来自香港漫画《风云》，原本歌名叫〈天下〉；其二，林俊杰也曾透露是在西安参观完兵马俑后，就在酒店里对着西安城墙写下了〈江南〉。但可以确定的是这首歌是林俊杰在宣传首张专辑，于中国大陆游走时得到的灵感。
在专辑《第二天堂》选歌时，〈江南〉并不被看好，最初只有少数人支持将其收录在专辑中，但在林俊杰的坚持下，最终使该曲获得了巨大的成功。

## 现场演出
〈江南〉江南作为林俊杰的代表作品之一，在其演艺生涯进行过无数的现场演出和改编，亦是林俊杰演唱会的必唱曲目。其中不乏在重要场合的表演，2015年8月7日，新加坡50周年国庆活动「Sing50 演唱会」，林俊杰与郎朗特别合作，由郎朗钢琴演奏，林俊杰演唱〈江南〉和〈灵魂的共鸣〉。2022年9月30日，林俊杰受邀参加中国驻新加坡大使馆举办的「华歌新韵—中华人民共和国73周年国庆音乐会」，演唱〈江南〉和〈醉赤壁〉。

## 榜单
2023年10月21日，新加坡电台UFM 100.3「U选1000」评选20年冠军歌曲，〈江南〉获2004年冠军歌曲。
| 榜單 (2004)            | 最高排名 |
| ---------------------- | -------- |
| 台湾（Hito中文排行榜） | 1        |
| 台湾（幽浮勁碟排行榜） | 1        |

| 榜單 (2004)                | 最高排名 |
| -------------------------- | -------- |
| 台湾（Hit Fm年度百首單曲） | 7        |

## 奖项
| 年份 | 颁奖典礼／单位               | 獎項                        | 提名者／作品             | 結果 | 来源          |
| ---- | ---------------------------- | --------------------------- | ------------------------ | ---- | ------------- |
| 2004 | 第11届新加坡金曲奖           | 最佳本地作曲奖              | 林俊傑／〈江南〉         | 獲獎 | [ 10 ]        |
| 2004 | 第4届全球华语歌曲排行榜      | 年度20大金曲                | 〈江南〉                 | 獲獎 | [ 11 ]        |
| 2004 | 第二届东南劲爆音乐榜         | 港台劲爆十大金曲            | 〈江南〉                 | 獲獎 | [ 12 ]        |
| 2005 | 第五届音乐风云榜颁奖盛典     | 港台最佳作曲                | 林俊傑／〈江南〉         | 提名 | [ 13 ] [ 14 ] |
| 2005 | 第五届音乐风云榜颁奖盛典     | 港台最佳作词                | 李瑞洵／〈江南〉         | 提名 | [ 13 ] [ 14 ] |
| 2005 | 第五届音乐风云榜颁奖盛典     | 港台最佳编曲                | 蔡政勋、陈建玮／〈江南〉 | 提名 | [ 13 ] [ 14 ] |
| 2005 | 第五届音乐风云榜颁奖盛典     | 港台十大金曲                | 〈江南〉                 | 獲獎 | [ 13 ] [ 14 ] |
| 2005 | 2004 MusicRadio中国TOP排行榜 | 港台年度最佳作曲            | 〈江南〉                 | 獲獎 | [ 15 ]        |
| 2005 | 2004 MusicRadio中国TOP排行榜 | 港台年度金曲                | 〈江南〉                 | 獲獎 | [ 15 ]        |
| 2005 | 第16屆金曲獎                 | 最佳作曲人奖                | 〈江南〉                 | 提名 |               |
| 2005 | 2005 Hito流行音乐奖          | 年度十大华语歌曲            | 〈江南〉                 | 獲獎 | [ 16 ]        |
| 2005 | 第二届劲歌王音乐盛典         | 国语金曲奖                  | 〈江南〉                 | 獲獎 | [ 17 ]        |
| 2005 | 第二十七屆十大中文金曲頒獎礼 | 全国最受欢迎中文歌曲奖-银奖 | 〈江南〉                 | 獲獎 |               |

## 粤语版
江南（粤语版）于2007年推出，由陈少琪作词，收录于林俊杰第四张专辑《西界》香港版以及在中国大陆、新加坡、马来西亚发行的《西界（J Fusion 亚洲全胜庆功影音旗舰版）》。

## 相关事件

### 香香侵权翻唱
2005年3月，中国大陆歌手香香在没有获得任何授权的情况下，就擅自翻唱〈江南〉并将其收录进自己的专辑，引发唱片公司不满，决定对侵权行为诉诸法律。3月14日，香香在北京召开新闻发布会，香香的签约公司飞乐唱片称其已在中国音乐著作权协会购买该歌曲使用权，翻唱行为合情合理。香香也在记者会上表示：“林俊杰是我很喜欢的偶像之一，被他误会真的是件很难受的事情”。而针对该侵权事件，林俊杰本人亦回应称“這是對音樂的一種褻瀆”，并特别趕錄了一首歌曲〈盜〉，收录在其2005年4月发行的第3张专辑《编号89757》中。

## 翻唱
- 2004年11月1日，香香（老鼠爱大米）
- 2014年11月19日，甄妮（非‧甄妮音樂會）
- 2016年7月8日，戴荃（一起音乐吧）
- 2016年7月10日，韦礼安（盖世英雄 第3期）
- 2018年1月19日，林忆莲（梦想的声音第二季 第12期，feat. 林俊杰）
- 2018年7月6日，薛之谦、朱兴东（嗨！唱起来 第11期）
- 2020年7月24日，黄雅莉（流淌的歌声第二季 第5期）

## 人员
- 冯时泽 – 制作助理、录音师
- 林信有 – 箫
- Shah Tahir – 吉他
- Gary Lao – 低音吉他
- 林俊杰 – 和声
- 许环良 – 和声编写、录音师、混音师
- The Garden（新加坡） – 录音室
- Blue Moon Studio（加利福尼亚州） – 混音室
- Joe Vannelli – 混音师
- Joe Primeau – 混音师

## 余谈
- 鹿晗、蔡徐坤曾在《奔跑吧兄弟》及《奔跑吧》节目上的猜歌环节，通过现场给出的题目，瞬间猜出该曲，足见该曲的影响力之广[21]。
- 该曲的作词人在某些资料显示为李瑞洵，实为林秋離的一個筆名。